# Сезон жіночої збірної України з волейболу 2016
У 2016 році жіноча збірна України виступала у відбірковому турнірі на чемпіонат Європи 2017.

## Другий етап
Збірна України розпочала виступи в турнірі з другуго етапу.
- Перший тур  ФСК «Олімп» (Южне)

| Дата       | Час   |         | Рахунок |         | Сет 1 | Сет 2 | Сет 3 | Сет 4 | Сет 5 | Всього | Звіт  |
| ---------- | ----- | ------- | ------- | ------- | ----- | ----- | ----- | ----- | ----- | ------ | ----- |
| 16 вересня | 16:00 | Австрія | 0–3     | Україна | 24–26 | 13–25 | 13–25 |       |       | 50–76  | [ 1 ] |
| 17 вересня | 16:00 | Україна | 3–0     | Латвія  | 25–10 | 25–14 | 25–17 |       |       | 75–41  | [ 2 ] |
| 18 вересня | 16:00 | Україна | 2–3     | Італія  | 17–25 | 25–21 | 25–19 | 11–25 | 12–15 | 90–105 | [ 3 ] |

- Другий тур.  «Палатерме» (Монтекатіні-Терме)

| Дата       | Час   |         | Рахунок |         | Сет 1 | Сет 2 | Сет 3 | Сет 4 | Сет 5 | Всього | Звіт  |
| ---------- | ----- | ------- | ------- | ------- | ----- | ----- | ----- | ----- | ----- | ------ | ----- |
| 23 вересня | 17:00 | Латвія  | 0–3     | Україна | 12–25 | 9–25  | 12–25 |       |       | 33–75  | [ 4 ] |
| 24 вересня | 17:00 | Україна | 3–0     | Австрія | 25–15 | 25–12 | 25–10 |       |       | 75–37  | [ 5 ] |
| 25 вересня | 20:30 | Україна | 1–3     | Італія  | 11–25 | 25–18 | 20–25 | 15–25 |       | 71–93  | [ 6 ] |

| 3       | Ірина Трушкіна       |  |
| 5       | Карина Денисова      |  |
| 10      | Ганна Кириченко      |  |
| 12      | Вікторія Дельрос (л) |  |
| 13      | Олена Новгородченко  |  |
| 16      | Надія Кодола         |  |
| 17      | Світлана Дорсман     |  |
| Заміни: |                      |  |
| 7       | Інна Молодцова       |  |
| 8       | Анастасія Чернуха    |  |
| 11      | Анна Степанюк        |  |
| 14      | Тетяна Козлова       |  |
| Резерв: |                      |  |
| 2       | Марина Дегтярьова    |  |

| 7       | Рафаела Фольє            |  |
| 8       | Алессія Орро             |  |
| 9       | Катерина Босетті         |  |
| 11      | Крістіна Кірікелла       |  |
| 16      | Валентина Тіроцці        |  |
| 18      | Паола Егону              |  |
| 21      | Джулія Леонарді (л)      |  |
| Заміни: |                          |  |
| 5       | Офелія Малінов           |  |
| 17      | Міріам Сілла             |  |
| Резерв: |                          |  |
| 3       | Сара Боніфачо            |  |
| 10      | Беатріче Паррокк'яле (л) |  |
| 12      | Анастасія Гуерра         |  |
| 14      | Анна Данезі              |  |
| 15      | Анна Ніколетті           |  |

Турнірна таблиця
| Збірна     | Матчі   | Матчі   | Очки | Сети | Сети | Сети  | М'ячі | М'ячі | М'ячі |
| Збірна     | В (3:2) | П (2:3) | Очки | В    | П    | В:П   | В     | П     | В:П   |
| ---------- | ------- | ------- | ---- | ---- | ---- | ----- | ----- | ----- | ----- |
| 1. Італія  | 6 (1)   | 0 (0)   | 17   | 18   | 3    | 6,000 | 499   | 331   | 1,508 |
| 2. Україна | 4 (0)   | 2 (1)   | 13   | 15   | 6    | 2,500 | 462   | 359   | 1,287 |
| 3. Австрія | 2 (1)   | 4 (0)   | 5    | 6    | 14   | 0,429 | 374   | 447   | 0,837 |
| 4. Латвія  | 0 (0)   | 6 (1)   | 1    | 2    | 18   | 0,111 | 288   | 486   | 0,593 |

## Третій етап
На третьому етапі українки перемогли збірну Іспанії і здобули путівку на фінальну частину першості Європи 2017 року.
| Дата     | Час   |         | Рахунок |         | Сет 1 | Сет 2 | Сет 3 | Сет 4 | Сет 5 | Всього  | Звіт  |
| -------- | ----- | ------- | ------- | ------- | ----- | ----- | ----- | ----- | ----- | ------- | ----- |
| 1 жовтня | 15:45 | Україна | 2–3     | Іспанія | 22–25 | 23–25 | 29–27 | 25–23 | 12–15 | 111–115 | [ 7 ] |
| 7 жовтня | 20:00 | Іспанія | 1–3     | Україна | 21–25 | 25–22 | 22–25 | 14–25 |       | 82–97   | [ 8 ] |

## Склад
| N° | Волейболістка       | Позиція               | Ігри | Сети | Очки | Ср.  | Примітки |
| -- | ------------------- | --------------------- | ---- | ---- | ---- | ---- | -------- |
| 2  | Марина Дегтярьова   | пасуючий              | 3    | 6    | 2    | 0,33 |          |
| 3  | Ірина Трушкіна      | центральний блокуючий | 8    | 29   | 60   | ,    |          |
| 5  | Карина Денисова     | догравальний          | 8    | 25   | 38   | ,    |          |
| 7  | Інна Молодцова      | центральний блокуючий | 6    | 15   | 23   | ,    |          |
| 8  | Анастасія Крайдуба  | діагональний          | 8    | 19   | 36   | ,    |          |
| 10 | Ганна Кириченко     | догравальний          | 8    | 23   | 66   | ,    |          |
| 11 | Анна Степанюк       | догравальний          | 5    | 10   | 39   | 3,9  |          |
| 12 | Вікторія Дельрос    | ліберо                |      |      |      | ,    |          |
| 13 | Олена Новгородченко | пасуючий              | 8    | 30   | 21   | 0,7  |          |
| 14 | Тетяна Козлова      | догравальний          | 8    | 20   | 49   | 2,45 |          |
| 16 | Надія Кодола        | догравальний          | 8    | 29   | 100  | ,    |          |
| 17 | Світлана Дорсман    | центральний блокуючий | 8    | 26   | 64   | ,    |          |